# Пол Еспаргаро
Пол Еспа́ргаро Ві́лья (ісп. Pol Espargaró Villà; 10 червня 1991, Ґранульєс, Каталонія, Іспанія) — іспанський мотогонщик, чемпіон світу  з шосейно-кільцевих мотогонок серії MotoGP у класі Moto2 (2013), дворазовий переможець гонки на витривалість «Suzuka 8 Hours» (у 2015-2016 роках). Молодший брат іншого мотогонщика MotoGP Алеїча Еспаргаро. У сезоні 2016 виступає у класі MotoGP за команду «Monster Yamaha Tech 3» під номером 44.

## Спортивна кар'єра
Вперше Пол сів за кермо мотоцикла у віці 2 років. Любов до мотоспорту йому передалась від батька, який в молодості ним займався. Починав Пол, як і більшість його однолітків, з виступів у ендуро. Потім він перейшов до виступів у Супермотарді, в якому виграв кубок Rieju Cup у 2000 році. У тому ж році дебютував у змаганнях з шосейно-кільцевого мотоспорту, узявши участь у Conti Catalonia Cup в класі 50cc.
У 2004 він виграв чемпіонат Каталонії з шосейно-кільцевих мотогонок в класі 125cc, а в наступному році, у 14-річному віці, він дебютував у відкритому чемпіонаті Іспанії.
У 2006 році Пол Еспаргаро виграв чемпіонат Іспанії, що стало його першим великим тріумфом. У тому сезоні він виграв перші 5 гонок чемпіонату поспіль, ставши переможцем у загальному заліку за 2 гонки до завершення змагань.

### 125cc
Пол Еспаргаро дебютував у чемпіонаті світу MotoGP в 2006 році, взявши участь у Гран-Прі Каталонії. У цій гонці, стартувавши з 27-го місця, він зміг фінішувати 13-м, ставши у віці 15 років та 8 днів наймолодшим гонщиком, якому вдалось здобути очки.
Перший повний сезон Еспаргаро провів у 2007 році. В сезоні вперше піднявся на подіум: на Гран-Прі Португалії зайняв третє місце. Також був нагороджений званням «Новачок року» (англ. Rookie of the Year). В загальному заліку зайняв 9-е місце.
В наступному сезоні Пол ще більше прогресував: два других місця та одне третє, а також два поули.
Першу перемогу Еспаргаро здобув у 2009 році в Індіанаполісі. В цьому сезоні 5 разів піднімався на подіум і посів четверте місце в турнірній таблиці.
2010 рік пройшов для молодшого з братів Еспаргаро у напруженій боротьбі за титул чемпіона з переможцем Марком Маркесом і зайнявшим друге місце Ніко Теролем, а в 2011 він перейшов до Moto2.

### Moto2
Два подіуми і підсумкове 13-е місце в загальному заліку заклали основи для перспективного сезону в 2012 році. Жорсткі сутички, чотири перемоги та вісім поул-позицій вивели Пола на друге місце в загальному заліку після Маркеса.
У сезоні 2013 року Пол Еспаргаро розглядався як один з головних претендентів на перемогу у чемпіонаті, що й підтвердив, здобувши перемогу на першій гонці у Катарі. Наступні гонки проходили з перемінним успіхом, чим скористався британець Скот Реддінг, який до середини сезону захопив лідерство в загальному заліку. Після одинадцятого етапу календаря (Гран-Прі Великої Британії) Пол відставав від лідера на 38 очок. Однак Еспаргаро не опустив руки і продовжував боротись. У наступних п'яти гонках він неодмінно фінішував на подіумі, причому тричі — на першому місці. Натомість Реддінг — його головний конкурент у боротьбі за чемпіонство, у цих гонках жодного разу не зміг посісти місця, вище 4-го. В результаті цього, Еспаргаро, перемігши на передостанньому етапі сезону, Гран-Прі Японії, достроково став чемпіоном світу у класі Moto2. У свої 22 роки він став четвертим чемпіоном світу у цьому класі та 107-м чемпіоном у історії MotoGP.

### MotoGP

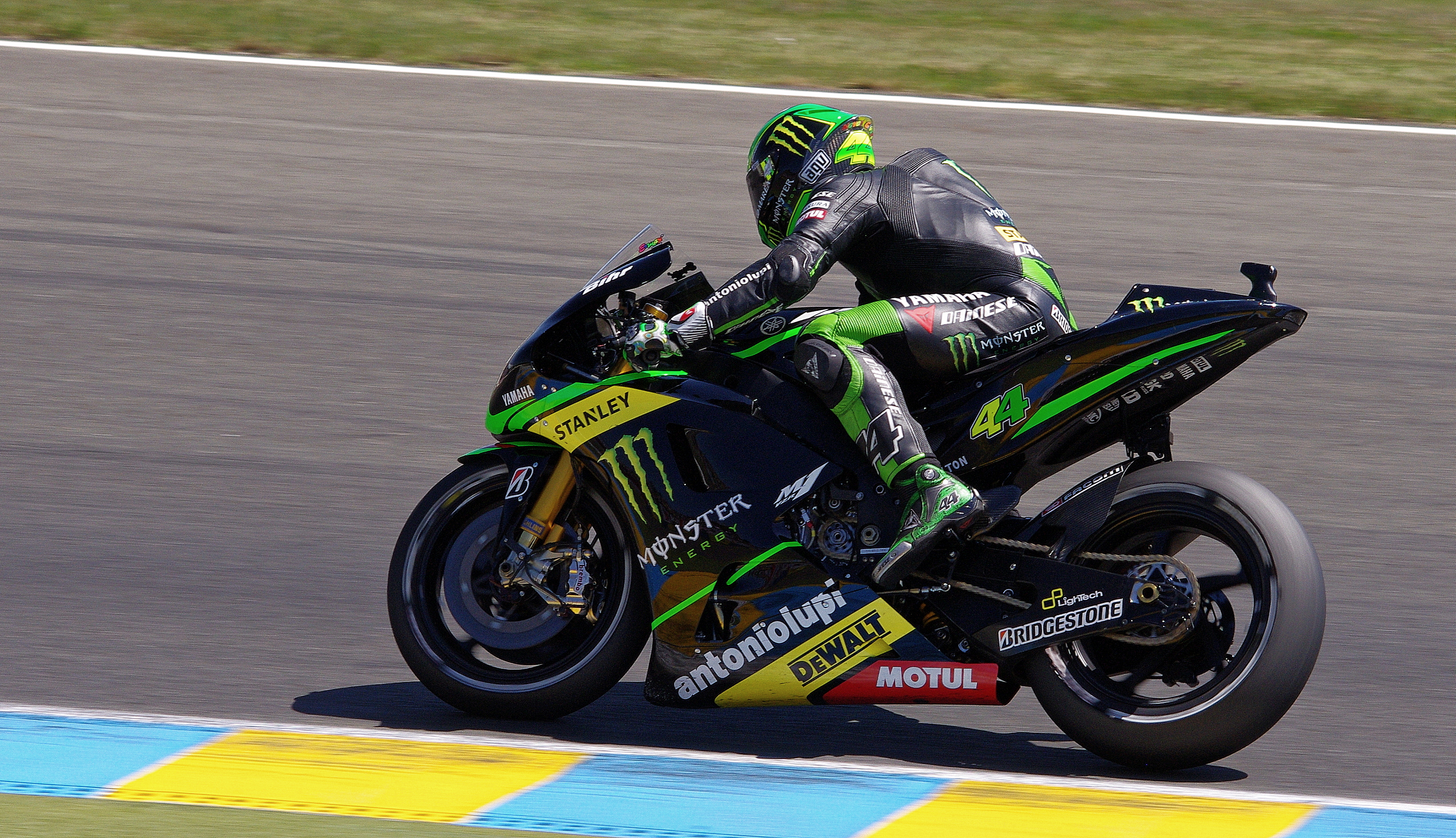
Пол на Гран-Прі Франції-2014

На сезон 2014 Пол вирішив перейти до найпрестижнішого, „королівського“ класу змагань — MotoGP. Він прийняв пропозицію команди «Monster Yamaha Tech 3», замінивши у ній Кела Кратчлоу, який у свою чергу перейшов до «Ducati Corse». В сезоні йому вперше довелось змагатись з рідним братом в офіційних змаганнях такого рівня. Хоча він не міг на рівних конкурувати з «Великою четвіркою» (гонщиками заводських команд Honda та Yamaha), проте стабільні результати дозволили йому зайняти у загальному заліку шосте місце, випередивши на 1 позицію брата Алеїча. Найкращим результатом у сезоні стало 4-те місце на Гран-Прі Франції. У дебютному сезоні Пол виборов перемогу у заліку „Новачок року“.
У сезоні 2015 Пол продовжив виступати за «Monster Yamaha Tech 3». У більшості гонок він демонстрував стабільні результати у межах 5-9 місць, що дозволило за підсумками сезону зайняти 9-е місце загального заліку.

### Статистика виступів в розрізі сезонів
| Сезон | Клас   | Команда                   | Мотоцикл      | Гонки | Пер | Под | ПП | НК | Очки  | Місце |
| ----- | ------ | ------------------------- | ------------- | ----- | --- | --- | -- | -- | ----- | ----- |
| 2006  | 125cc  | Team RACC Derbi           | Derbi         | 7     | 0   | 0   | 0  | 0  | 19    | 20    |
| 2007  | 125cc  | Belson Campetella Aprilia | Aprilia       | 17    | 0   | 1   | 0  | 0  | 110   | 9     |
| 2008  | 125cc  | Belson Derbi              | Derbi         | 14    | 0   | 3   | 2  | 1  | 124   | 9     |
| 2009  | 125cc  | Derbi Racing Team         | Derbi         | 16    | 2   | 5   | 1  | 1  | 174,5 | 4     |
| 2010  | 125cc  | Tuenti Racing             | Derbi         | 17    | 3   | 12  | 0  | 3  | 281   | 3     |
| 2011  | Moto2  | HP Tuenti Speed Up        | FTR           | 17    | 0   | 2   | 0  | 1  | 75    | 13    |
| 2012  | Moto2  | Pons 40 HP Tuenti         | Kalex Moto2   | 17    | 4   | 11  | 8  | 5  | 268   | 2     |
| 2013  | Moto2  | Tuenti HP 40              | Kalex Moto2   | 16    | 6   | 10  | 6  | 4  | 265   | 1     |
| 2014  | MotoGP | Monster Yamaha Tech 3     | Yamaha YZR-M1 | 18    | 0   | 0   | 0  | 0  | 136   | 6     |
| 2015  | MotoGP | Monster Yamaha Tech 3     | Yamaha YZR-M1 | 18    | 0   | 0   | 0  | 0  | 114   | 9     |
| 2016  | MotoGP | Monster Yamaha Tech 3     | Yamaha YZR-M1 | 9     | 0   | 0   | 0  | 0  | 72    | 6     |

## Цікаві факти
- В дитинстві Пол мріяв стати футбольним воротарем, але оскільки його старший брат Алеїч вже займався мотоспортом, то і меншому довелось виступати на мотоциклах, а не в рукавицях[6].